# Vega de Ruiponce (kommunhuvudort)
Vega de Ruiponce är en kommunhuvudort i Spanien.   Den ligger i provinsen Provincia de Valladolid och regionen Kastilien och Leon, i den norra delen av landet, 230 km nordväst om huvudstaden Madrid. Vega de Ruiponce ligger 750 meter över havet och antalet invånare är 134.
Terrängen runt Vega de Ruiponce är huvudsakligen platt. Vega de Ruiponce ligger nere i en dal. Runt Vega de Ruiponce är det glesbefolkat, med 11 invånare per kvadratkilometer. Närmaste större samhälle är Villalón de Campos, 11,8 km sydost om Vega de Ruiponce. Trakten runt Vega de Ruiponce består till största delen av jordbruksmark.